# Dytiscus habilis
Dytiscus habilis är en skalbaggsart som beskrevs av Thomas Say 1830. Dytiscus habilis ingår i släktet Dytiscus och familjen dykare. Inga underarter finns listade i Catalogue of Life.